# Ambroży Bitschen
Ambroży (Ambrosius) Bitschen (ur. około 1400, zm. 24 lipca 1454) - legnicki polityk, pisarz miejski (Notarius) okresu średniowiecza. Jego ojcem był Johannes Bitschen, pisarz miejski. Dwukrotnie wybrany na burmistrza Legnicy w latach 1450 i 1453. W 1452 przewodził gronu przysięgłych. W wyniku rewolty społeczności legnickiej w 1454 r. został skazany na karę śmierci przez ścięcie mieczem.

## Życiorys
Pochodził z rodziny patrycjuszy o bogatych tradycjach urzędniczych. Był synem pisarza miejskiego i notariusza Johannesa Bitschena. Najpewniej studiował w Padwie, Bolonii i Pradze. W późniejszym czasie nadzorował grupę pisarzy miejskich.
W latach 1444 - 1448 kurator szpitala św. Anny na Przedmieściu Głogowskim, któremu to szpitalowi zakupił nowy budynek. W roku 1450 po raz pierwszy został wybrany na burmistrza.
W roku 1452 wybrany na czele grona przysięgłych. W tym samym roku wraz z Pawłem Buntschem i Mikołajem von der Heyden złożyli hołd królowi Czech na zamku wrocławskim, co zaostrzyło istniejący wcześniej konflikt patrycjatu legnickiego z pospólstwem. W sierpniu 1452 dowodził oddziałami uzbrojonych mieszczan przeciwko oddziałom chojnowskim, które popierały pretensje Jana I lubińskiego do tronu legnickiego. Do potyczki, którą siły legnickie wygrały, doszło we wsi Ulesie. W roku 1453 ponownie wybrany na burmistrza. 24 czerwca 1454 uzbrojone pospólstwo wiedzione przez licznych mistrzów cechowych zaatakowało ratusz, zamek oraz kamienicę w Rynku zamieszkaną przez Bitschena. Po ujęciu i osadzeniu w piwnicy ratusza został on okrzyknięty głównym zdrajcą. 24 lipca 1454 wydano wyrok śmierci przez ścięcie mieczem. Mimo interwencji księcia kozielsko-oleśnickiego, Konrada Białego, sąd złożony z przedstawicieli pospólstwa podtrzymał wyrok, który wykonano przed ratuszem.
Dzięki "Księdze podatków" (Gescchoss-Buch) napisanej przez Bitschena historycy odtworzyli kształt Legnicy w XV w. Poza tym Bitschen jest autorem "Księgi czynszów" ("Zinsbuch"), gdzie znajdują się informacje o czynszach należnych miastu, a także księgi odpisów przywilejów miejskich ("Transsumptions-Buch").